# Joe South
Joe South, pseudoniem voor Joseph Alfred Souter, (Atlanta, 28 februari 1940 – Buford, 5 september 2012) was een Amerikaanse singer-songwriter.

## Biografie
Met zijn bekendste nummer Games People Play brak hij door in 1969. Dit was vier jaar nadat hij het nummer Down in the Boondocks schreef voor Billy Joe Royal. Het meest succesrijke nummer van zijn hand was (I Never Promised You A) Rose Garden, in 1970 gezongen door Lynn Anderson. Het lied werd meermaals vertaald en werd een succes in 16 landen. Lynn Anderson behaalde met het lied een Grammy Award. Een jaar eerder behaalde Joe South zelf twee prijzen met Games People Play.
In 1967 schreef South het nummer Hush dat werd gezongen door Billy Joe Royal. In 1968 nam Deep Purple het op in hun album Shades of Deep Purple, het werd hun eerste grote hit in de Verenigde Staten. Johnny Hallyday nam het in datzelfde jaar over in het Frans, met de titel Mal.
Als gitarist trad hij meermaals op als sessiemuzikant. In 1979 werd hij opgenomen in de Nashville Songwriters Hall of Fame en in 1981 in de Georgia Music Hall of Fame.

## Discografie
- 1969 : Introspect met Games people play
- 1969 : Games People Play met Hush
- 1970 : Don't It Make You Want to Go Home?
- 1970 : Walk a Mile in My Shoes
- 1971 : Joe South
- 1971 : So the Seeds Are Growing
- 1972 : A Look Inside
- 1975 : Midnight Rainbows
- 1976 : You're the Reason

### NPO Radio 2 Top 2000
| Nummer met noteringen in de NPO Radio 2 Top 2000 | '99  | '00  |
| ------------------------------------------------ | ---- | ---- |
| Games People Play                                | 1941 | 1883 |

1. ↑  Een vetgedrukt getal geeft de hoogste notering aan.
2. ↑  Deze tabel is bijgewerkt tot en met de laatste editie (2024).